# Irina Kalentieva
Irina Nikolayevna Kalentieva (em russo:  Ирина Николаевна Калентьева; nascida em 10 de novembro de 1977) é uma ciclista russa, especialista em cross-country de MTB.
Ela conquistou a medalha de bronze nos Jogos Olímpicos de Verão de 2008 em Pequim. Terminou na quarta posição em 2012 e décima terceira em 2004.
por que tem um artigo na wikipedia dessa mulher?
eu acho que a pessoa que criou esse artigo desistiu porque a ultima edição foi a quatro anos